# Рюмин-Звенигородский, Афанасий Андреевич
Князь Афанасий Андреевич Звенигородский-Рюмин — московский дворянин, голова и воевода во времена правления Ивана IV Васильевича Грозного. Рюрикович в XXI колене, из княжеского рода Звенигородских.
Сын князя Андрея Ивановича Рюмина-Звенигородского. Имел брата князя, наместника и воеводу Ивана Андреевича.

## Биография
Писан по Коломне в 3-й статье и пожалован в состав московского дворянства (1550). Воевода в Новом городе на Псле (1556-1557). Первый воевода на Велиже (1562-1563). В походе из Полоцка на литовские земли указано ему из Велижа идти головой (1564). Воевода в Карачеве (1564-1565), велено ему из Карачева идти в Брянск, вторым воеводою Большого полка. В сходе воевод у брянского леса, второй воевода Передового полка (26 июня 1565).
По родословной росписи показан бездетным.